# Nummer 1-hits in de Billboard Hot 100 in 1984
Deze hits stonden in 1984 op nummer 1 in de Billboard Hot 100.
| Datum        | Artiest                          | Titel                                     |
| ------------ | -------------------------------- | ----------------------------------------- |
| 7 januari    | Paul McCartney & Michael Jackson | Say, say, say                             |
| 14 januari   | Paul McCartney & Michael Jackson | Say, say, say                             |
| 21 januari   | Yes                              | Owner of a lonely heart                   |
| 28 januari   | Yes                              | Owner of a lonely heart                   |
| 4 februari   | Culture Club                     | Karma chameleon                           |
| 11 februari  | Culture Club                     | Karma chameleon                           |
| 18 februari  | Culture Club                     | Karma chameleon                           |
| 25 februari  | Van Halen                        | Jump                                      |
| 3 maart      | Van Halen                        | Jump                                      |
| 10 maart     | Van Halen                        | Jump                                      |
| 17 maart     | Van Halen                        | Jump                                      |
| 24 maart     | Van Halen                        | Jump                                      |
| 31 maart     | Kenny Loggins                    | Footloose                                 |
| 7 april      | Kenny Loggins                    | Footloose                                 |
| 14 april     | Kenny Loggins                    | Footloose                                 |
| 21 april     | Phil Collins                     | Against all odds (Take a look at me now)  |
| 28 april     | Phil Collins                     | Against all odds (Take a look at me now)  |
| 5 mei        | Phil Collins                     | Against all odds (Take a look at me now)  |
| 12 mei       | Lionel Richie                    | Hello                                     |
| 19 mei       | Lionel Richie                    | Hello                                     |
| 26 mei       | Deniece Williams                 | Let's hear it for the boy                 |
| 2 juni       | Deniece Williams                 | Let's hear it for the boy                 |
| 9 juni       | Cyndi Lauper                     | Time after time                           |
| 16 juni      | Cyndi Lauper                     | Time after time                           |
| 23 juni      | Duran Duran                      | The reflex                                |
| 30 juni      | Duran Duran                      | The reflex                                |
| 7 juli       | Prince                           | When doves cry                            |
| 14 juli      | Prince                           | When doves cry                            |
| 21 juli      | Prince                           | When doves cry                            |
| 28 juli      | Prince                           | When doves cry                            |
| 4 augustus   | Prince                           | When doves cry                            |
| 11 augustus  | Ray Parker Jr.                   | Ghostbusters                              |
| 18 augustus  | Ray Parker Jr.                   | Ghostbusters                              |
| 25 augustus  | Ray Parker Jr.                   | Ghostbusters                              |
| 1 september  | Tina Turner                      | What's love got to do with it             |
| 8 september  | Tina Turner                      | What's love got to do with it             |
| 15 september | Tina Turner                      | What's love got to do with it             |
| 22 september | John Waite                       | Missing you                               |
| 29 september | Prince & The Revolution          | Let's go crazy                            |
| 6 oktober    | Prince & The Revolution          | Let's go crazy                            |
| 13 oktober   | Stevie Wonder                    | I just called to say I love you           |
| 20 oktober   | Stevie Wonder                    | I just called to say I love you           |
| 27 oktober   | Stevie Wonder                    | I just called to say I love you           |
| 3 november   | Billy Ocean                      | Caribbean queen (No more love on the run) |
| 10 november  | Billy Ocean                      | Caribbean queen (No more love on the run) |
| 17 november  | Wham!                            | Wake me up before you go-go               |
| 24 november  | Wham!                            | Wake me up before you go-go               |
| 1 december   | Wham!                            | Wake me up before you go-go               |
| 8 december   | Daryl Hall & John Oates          | Out of touch                              |
| 15 december  | Daryl Hall & John Oates          | Out of touch                              |
| 22 december  | Madonna                          | Like a virgin                             |
| 29 december  | Madonna                          | Like a virgin                             |

1940 ·
1941 · 
1942 ·
1943 ·
1944 ·
1945 ·
1946 ·
1947 ·
1948 ·
1949 ·
1950 ·
1951 ·
1952 ·
1953 ·
1954 ·
1955 ·
1956 ·
1957 ·
1958 ·
1959 ·
1960 ·
1961 ·
1962 ·
1963 ·
1964 ·
1965 ·
1966 ·
1967 ·
1968 ·
1969 ·
1970 ·
1971 ·
1972 ·
1973 ·
1974 ·
1975 ·
1976 ·
1977 ·
1978 ·
1979 ·
1980 ·
1981 ·
1982 ·
1983 ·
1984 ·
1985 ·
1986 ·
1987 ·
1988 ·
1989 ·
1990 ·
1991 ·
1992 ·
1993 ·
1994 ·
1995 ·
1996 ·
1997 ·
1998 ·
1999 ·
2000 ·
2001 ·
2002 ·
2003 ·
2004 ·
2005 ·
2006 ·
2007 ·
2008 ·
2009 ·
2010 ·
2011 ·
2012 ·
2013 ·
2014 ·
2015 ·
2016 ·
2017 ·
2018 ·
2019 ·
2020 ·
2021 ·
2022 ·
2023
- Nederland (Top 40)
- Nederland (Single Top 100)
- Nederland (Verrukkelijke 15)
- Vlaanderen (Radio 2 Top 30)
- Duitsland
- Frankrijk
- Italië
- Verenigd Koninkrijk
- Verenigde Staten (Hot 100)